# Budihostice
Budihostice (německy Budohostitz) jsou malá vesnice, část obce Chržín v okrese Kladno ve Středočeském kraji. V roce 2011 zde trvale žilo 108 obyvatel.

## Historie
První písemná zmínka o vesnici pochází z roku 1045.

## Obyvatelstvo
| Rok            | 1869 | 1880 | 1890 | 1900 | 1910 | 1921 | 1930 | 1950 | 1961 | 1970 | 1980 | 1991 | 2001 | 2011 | 2021 |
| -------------- | ---- | ---- | ---- | ---- | ---- | ---- | ---- | ---- | ---- | ---- | ---- | ---- | ---- | ---- | ---- |
| Počet obyvatel | 253  | 191  | 234  | 216  | 228  | 272  | 248  | 168  | 142  | 112  | 119  | 92   | 91   | 107  | 108  |
| Počet domů     | 27   | 28   | 28   | 29   | 34   | 38   | 42   | 52   | 52   | 36   | 34   | 40   | 39   | 42   | 42   |

## Obecní správa
Při sčítání lidu v letech 1850–1870 Budihostice byly osadou obce Uhy v okrese Slaný. V letech 1870–1929 byly osadou obce Chržín, se kterým patřily nejprve do okresu Slaný, ale v roce 1921 v okrese Kralupy nad Vltavou. V letech 1930–1960 byly samostatnou obcí, se kterým patřily nejprve do okresu Kralupy nad Vltavou, ale od roku 1960 v okrese Kladno. Od 1. července 1960 jsou opět částí obce Chržín v okrese Kladno. V letech 1930–1960 k obci patřila Dolní Kamenice.